# Jugan
Jugan är en sjö i Mora kommun i Dalarna och ingår i Dalälvens huvudavrinningsområde. Sjön har en area på 1,23 kvadratkilometer och ligger 241 meter över havet. Sjön avvattnas av vattendraget Jugån.

## Delavrinningsområde
Jugan ingår i det delavrinningsområde (675058-142164) som SMHI kallar för Utloppet av Jugan. Medelhöjden är 322 meter över havet och ytan är 15,29 kvadratkilometer. Räknas de 7 avrinningsområdena uppströms in blir den ackumulerade arean 47,29 kvadratkilometer. Jugån som avvattnar avrinningsområdet har biflödesordning 3, vilket innebär att vattnet flödar genom totalt 3 vattendrag innan det når havet efter 325 kilometer. Avrinningsområdet består mestadels av skog (80 procent). Avrinningsområdet har 1,3 kvadratkilometer vattenytor vilket ger det en sjöprocent på 8,5 procent.